# Ново Село Подравско
Ново Село Подравско је насељено место у саставу општине Мали Буковец у Вараждинској жупанији, Хрватска. До територијалне реорганизације у Хрватској налазило се у саставу старе општине Лудбрег.

## Становништво
На попису становништва 2011. године, Ново Село Подравско је имало 221 становника.

## Попис1991.
На попису становништва 1991. године, насељено место Ново Село Подравско је имало 278 становника, следећег националног састава:
| Попис 1991.‍ | Попис 1991.‍ | Попис 1991.‍ | Попис 1991.‍ | Попис 1991.‍ |
| ----------- | ----------- | ----------- | ----------- | ----------- |
|             |             |             |             |             |
| Хрвати      | Хрвати      |             | 278         | 100%        |
| укупно: 278 |             |             |             |             |